# The Crucible (novela)
The Crucible (도가니) es una novela de 2009 escrita por Gong Ji-Young (공지영), novelista surcoreana. Basada en un caso real de abuso sexual en masa en una escuela para sordos en la escuela Inhwa Gwangju de Corea del Sur. El título se tomó de la obra homónima de Arthur Miller.

## Argumento
Kang-ho es un profesor obligado a dejar a su familia después del suicidio de un exalumno con el que había mantenido una relación sexual. Se instala en "Mujin" (una ciudad ficticia), donde encuentra empleo como profesor en una escuela para sordos.
En el primer día de su nuevo trabajo, un niño muere al ser arrollado por un tren, en lo que constituye el último de una serie de accidentes que pronto descubrirá. Se entera también del caso de una joven que se había suicidado recientemente saltando desde un acantilado.
Kang descubre pronto que las cosas no son lo que parecen y que los estudiantes, tanto niños como niñas, son víctimas de abuso por parte del director (un miembro poderoso y muy respetado de la comunidad), un jefe administrativo y el director de la residencia. Los esfuerzos de Kang por sacar a la luz pública estos crímenes topan con la resistencia de los policías corruptos, los médicos y otros líderes de negocios. Los abogados defensores tratan además de desacreditar a Kang revelando sus pasadas fechorías, incluyendo la aventura con aquel exalumno que se había suicidado. Por si fuera poco, los padres, abrumados por las dificultades financieras, aceptan guardar silencio sobre el incidente a cambio de dinero.
Al final, los tres acusados son puestos en libertad condicional, de modo que pueden regresar a la escuela.
Kang, humillado al salir a la luz sus fracasos personales y frustrado por la falta de justicia decide dejar Mujin y volver con su familia en Seúl.